# Marquette (winorośl)
Marquette – mieszaniec niespecyficzny odmian winorośli: mieszaniec MN 1094 × Ravat 262. Jeden z najnowszych mieszańców wyhodowanych przez centrum badawcze w Excelsior, podległe University of Minnesota. W 1989 roku odbyło się krzyżowanie odmian, a w 1994 roku selekcja siewek. Do 2005 używano nazwy MN 1211, a później szczepowi nadano nazwę marquette na cześć XVII-wiecznego jezuickiego misjonarza i odkrywcy. W UE odmiana marquette ze względu na złożone pochodzenie (obejmuje 8 gatunków winorośli) nie jest zarejestrowana do wyrobu wina. Podlega ochronie patentowej na terenie USA i Kanady, zaś w Unii Europejskiej decyzja nie została jeszcze podjęta, ale można z niej wytwarzać (stan na 5 lutego 2014) soki oraz wina na użytek własny.

## Charakterystyka
Wzrost krzewów średnio silny i uporządkowany (prosty). Liście podobne do gatunku winorośli pachnącej (Vitis riparia). Zatoka przyogonkowa szeroko otwarta w kształcie litery „V”. Długość ogonka około 6 cm. Końcówki pędów (koronki) półotwarte. Grona lekko stożkowe, często z jednym skrzydełkiem. Średnie rozmiary gron: około 10,6 cm i masa 85,3 g. Jagody o masie około 1,14 g.

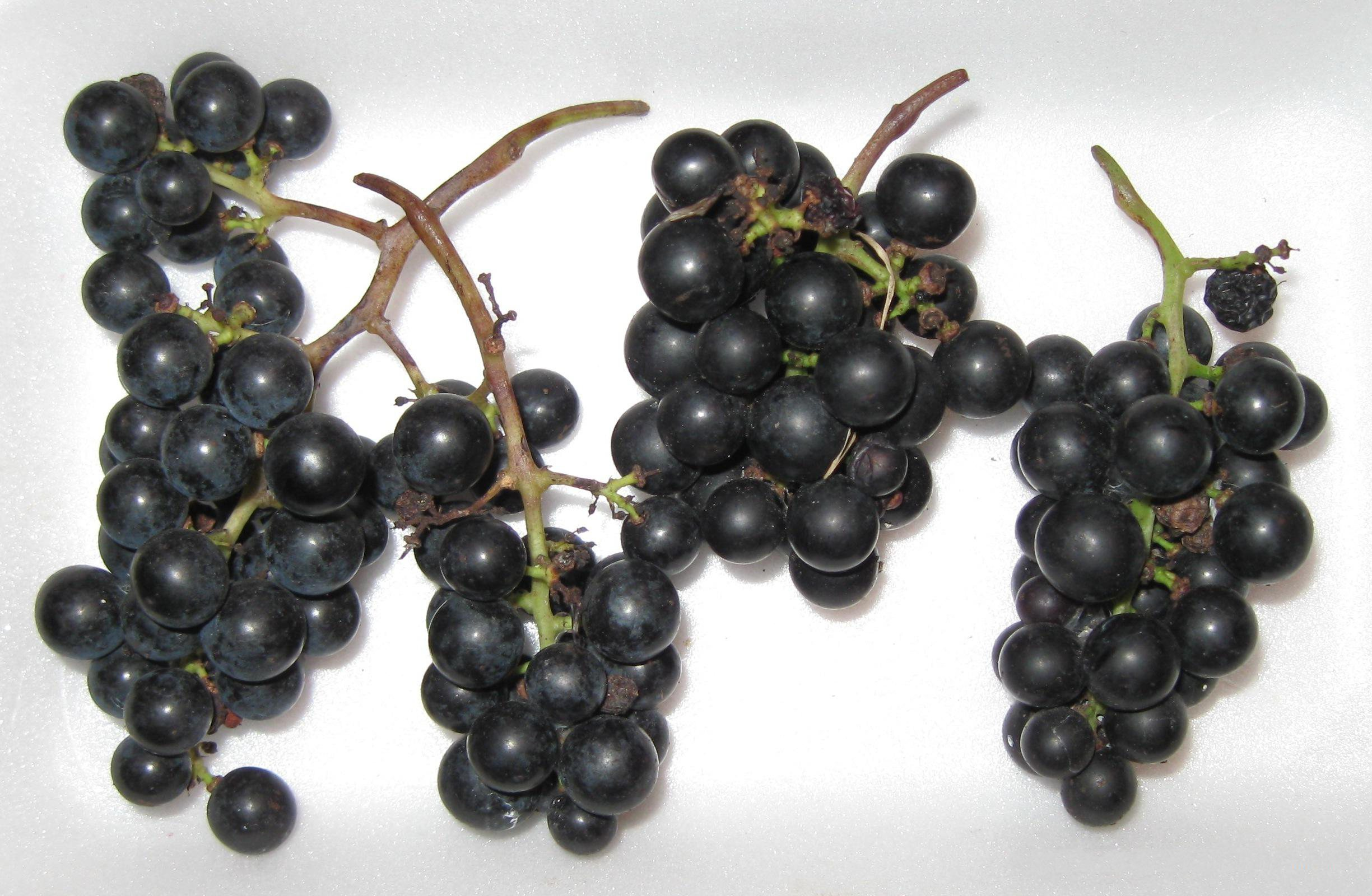
Marguette – masa gron

Mrozoodporność w granicach -32 °C, co w zupełności wystarcza, aby uprawiać marquette bez okrywania zimowego w polskich warunkach klimatycznych.

## Choroby
Odmiana odporna na mączniaki. Podatna na nekrozę korową i antraknozę.

## Fenologia
Rozwój wiosenny wczesny, przez co istnieje ryzyko przemarznięcia pąków. Kwitnienie i veraison wczesne. Dojrzewanie średnio wczesne, na przełomie września i października.

## Parametry dojrzewania
Charakteryzuje się wysokim ekstraktem cukrowym około 26,1 Brix, wysokimi kwasami około 12 g/l i niskim  pH 2,95. Aby zmniejszyć ogólną kwasowość moszczu zalecany jest późniejszy zbiór owoców. Wtedy możliwe jest osiągnięcie kwasów na poziomie 8,25 g/L i pH 3,28.

## Rozpowszechnienie
Odmiana coraz popularniejsza w uprawie. Największe uprawy w USA (Minnesota, Indiana) i Kanadzie (Quebec). Łączna powierzchnia upraw różni się w zależności od źródła (np. 88 ha w 2010 roku). W Polsce nasadzenia próbne i testy win z tej odmiany (stan na luty 2014).

## Wino
Wino zrównoważone i podobne do win z europejskich odmian winorośli właściwej, bez negatywnych aromatów kojarzonych z licznymi odmianami mieszańcowymi. Dominują nuty czereśniowe i czarnej porzeczki. Potencjalny poziom alkoholu jest wysoki, podobnie jak kwasowość. Podejmuje się próby starzenia w beczkach, a nadmierną kwasowość obniża się poprzez wywołanie fermentacji jabłkowo-mlekowej. Niektórzy producenci oferują wino jednoszczepowe z marquette.

## Ochrona patentowa
Zgłoszenie patentowe skierowano 13 października 2006, a patent nr PP19579, obowiązujący na terenie USA i Kanady uzyskano 16 grudnia 2008. Numer zgłoszenia patentu to 20070089208. 19 grudnia 2011 roku marquette została zgłoszona w UE do ochrony prawnej i oczekuje na decyzję CPVO pod numerem 20113150.